# مدرسه کاتولیک

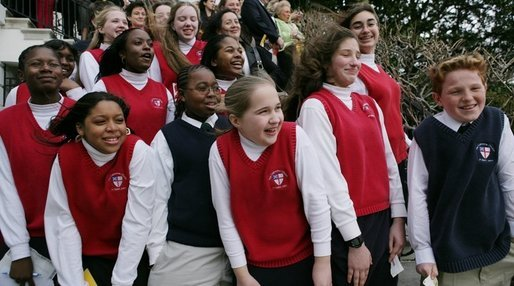
مدرسه کاتولیک سنت جان

مدرسه کاتولیک نوعی مدرسه مذهبی وابسته به کلیسای کاتولیک رومی است و بزرگترین مجموعهٔ مدارس غیر دولتی در جهان را تشکیل می‌دهد. برخی خانواده‌های کاتولیک فرزندانشان را برای تحصیل به این مدارس می‌فرستند.